# Nemophora parvella
Nemophora parvella là một loài bướm đêm thuộc họ Adelidae. Loài này có ở Cộng hòa Congo và Sierra Leone.